# Cláudio Gótico
Marco Aurélio Cláudio (Sirmio, 10 de maio de 214 – Sirmio, abril de 270), também chamado de Cláudio II ou Cláudio Gótico, foi um general e imperador romano.
Soldado de origem ilírica, construiu uma brilhante carreira militar, ainda que uma série de pormenores da sua vida pré-imperial sejam incertos devido à discutível autenticidade dos fatos narrados na Historia Augusta (uma coleção de biografias de vários imperadores, césares e usurpadores entre 117 e 284, segundo o estilo de Suetônio mas feita pretensamente por seis autores — segundo análises recentes de estilo, apenas um — que supostamente a teriam escrito entre os reinados de Diocleciano, 284-305, e Constantino I, 307-337). 
Segundo esta fonte, parece que Cláudio foi tribuno militar no reinado do imperador Décio (249-251), tendo alcançado o posto de comandante supremo das legiões estacionadas nos Bálcãs sob Valeriano (253). Foi proclamado pelo exército imperador, sucedendo Galiano. Restaurou a unidade política depois do assassinato de Galiano, em 268, situação que fazia parte já de um acordo por ele feito com outros generais. De imediato, logo manteve o cerco ao general rebelde Auréolo em Mediolano (atual Milão). Depois de derrotado, Auréolo foi condenado à morte.
Uma das primeiras iniciativas levadas a cabo por Cláudio II foi uma campanha vitoriosa contra os Alamanos. Apesar deste êxito, não conseguiu superar a situação de impasse gerada pelo Império das Gálias de Póstumo e depois de Vitorino na Gália, com os quais nunca conseguiu chegar a estabelecer qualquer acordo de paz. No entanto, no Oriente, o Império de Palmira alargava os limites do império ocupando territórios de províncias romanas. Foi nas fronteiras setentrionais do Norte que Cláudio, porém, concentrou e empenhou as suas forças, principalmente contra os Godos, que conseguiu mesmo derrotar na batalha de Naísso (Nis), que lhe proporcionou, por isso, o título de Gótico Máximo, batalha esta em que — decisivamente auxiliado por seu comandante de cavalaria, o futuro imperador Aureliano — destruiu o exército godo e conseguiu capturar o seu campo fortificado móvel (laager). Por isso, ficou conhecido como Cláudio II, o gótico.
Cláudio II construiu muralhas, incentivou o culto monoteísta ao deus Sol (para opor-se ao Cristianismo) e procurou restaurar o prestigio da monarquia. No entanto, após suas vitórias militares, morreu de peste em 270, em Sirmio (atual Sremska Mitrovica, na província sérvia da Voivodina).
A importância histórica de Cláudio II reside no fato de ele ser considerado o primeiro dos imperadores ilírios — o que, estritamente falando, é um erro, já que seu antecessor Décio também era originário da Ilíria. Mas Cláudio foi o primeiro de um grupo bem caracterizado de imperadores ilírios, que, diferentemente de Décio — que era um aristocrata que havia exercido o consulado antes de ascender ao trono com o aplauso do senado — eram todos militares de carreira oriundos de uma província de romanização tardia, homens humildes e com quase nada da instrução literária refinada da elite romana tradicional, centrada no senado, que haviam ascendido aos postos mais elevados nas fileiras do exército romano exclusivamente por mérito profissional, todos fanaticamente convencidos da grandeza de Roma e da eternidade do império — que a partir daí iriam dirigir os destinos do império no sentido da sua cada vez maior militarização e burocratização. Apesar disto, foi divinizado pelo senado após sua morte, e o seu prestígio póstumo seria a base de uma ficção, segundo a qual ele seria o antepassado de Constâncio Cloro, e, por intermédio deste imperador tetrárquico, o fundador da dinastia de Constantino I.